# Летучесть
Летучесть (фугитивность) — величина в физической химии, формально характеризующая зависимость химического потенциала от давления реального газа. Обозначается как {\displaystyle f}.
Летучесть имеет такую же размерность, что и давление, и применяется вместо него в случае высоких давлений и неидеальности газа. При низких температурах и высоких давлениях значения летучести и давления могут сильно различаться, поэтому вводится коэффициент летучести {\displaystyle \gamma }, являющийся функцией от температуры {\displaystyle T} и давления {\displaystyle P} термодинамической системы:
{\displaystyle f=\gamma \cdot P}
{\displaystyle \lim _{P\to 0}f/P=1}
В расчётах принимают:
{\displaystyle \int \limits _{P_{1}}^{P_{2}}{\overline {V}}dP=RTln\left({\frac {f_{2}}{f_{1}}}\right)}